# Wharton (Texas)
Pour les articles homonymes, voir Wharton.
La ville de Wharton est le siège du comté de Wharton, dans l’État du Texas, aux États-Unis. Sa population s’élevait à 8 832 habitants lors du recensement de 2010, estimée à 8 785 habitants en 2016. Wharton est arrosée par le Colorado et située à 97 km au sud-ouest de Houston.

## Histoire
La ville a été nommée en l'honneur de deux chefs de file dans la lutte pour l'indépendance du Texas, les frères John et William Wharton.